# Camp Candy
Camp Candy ist eine US-amerikanische Zeichentrickserie, die zwischen 1989 und 1991 produziert wurde.

## Handlung
Campleiter John Candy versucht, seinen Schützlingen das Leben im Camp zu erleichtern und möglichst spannend und amüsant zu gestalten. Dabei erlebt er mit ihnen viele lustige Abenteuer. Candys Erzrivale Rex versucht, das Camp abzureißen und eine Wohnsiedlung darauf zu bauen. Daher versucht er mit seinen Schützlingen sie auszutricksen und lässt sich dafür immer neue Dinge einfallen.

## Produktion und Veröffentlichung
Die Serie wurde zwischen 1989 und 1991 in den USA produziert. Dabei entstanden drei Staffeln mit 40 Folgen. Erstmals wurde die Serie am 9. September 1989 auf NBC ausgestrahlt. Die deutsche Erstausstrahlung fand am 31. Juli 1993 auf RTL statt. Weitere Ausstrahlungen erfolgten auf Jetix, Super RTL und NRW.TV.

## Episodenliste

### Staffel 1
| Folge (gesamt) | Folge (Staffel) | deutscher Titel                                       | englischer Titel                              | Erstausstrahlung |
| 1              | 01              | Gefahr für Camp Candy                                 | The Forest’s Prime-Evil                       | 09.09.1989       |
| 2              | 02              | Der kleine Großfuß                                    | Small Foot – Big Trouble                      | 16.09.1989       |
| 3              | 03              | Ein Ungeheuer im See                                  | Katchatori Creature                           | 23.09.1989       |
| 4              | 04              | Das Gewitter                                          | Tough As Nayles                               | 30.09.1989       |
| 5              | 05              | Der Waldsänger / Die Inspektion                       | Getting The Bird / Best Behavior              | 07.10.1989       |
| 6              | 06              | Hilfe, die Küche brennt!                              | Fools Gold                                    | 14.10.1989       |
| 7              | 07              | Der große Magier / Nie wieder Streiche                | Slight Of Hand / Thanks, But No Pranks        | 21.10.1989       |
| 8              | 08              | Hercules und der Heuwagen / Der Jungbrunnen           | Mind Over Matter / The Brat Pact              | 04.11.1989       |
| 9              | 09              | Elterntag                                             | May The Best Parents Win                      | 11.11.1989       |
| 10             | 10              | Indianer John / Gangster in Nöten                     | Not So Brave Brave / Opposites Attract        | 18.11.1989       |
| 11             | 11              | Indianischer Liebeszauber / Der Wettkampf             | Indian Love Call / Spoiled Sports             | 02.12.1989       |
| 12             | 12              | Der Onkel aus Hollywood / Die Geburtstagsüberraschung | Rick Gets The Picture / Poor Little Rich Girl | 09.12.1989       |
| 13             | 13              | Prinzessin Vanessa                                    | Christmas In July                             | 16.12.1989       |

### Staffel 2
| Folge (gesamt) | Folge (Staffel) | deutscher Titel                                   | englischer Titel                                  | Erstausstrahlung |
| 14             | 01              | Wunder der Wildnis / Zagulina                     | Robo-Camp / The Glasnost Menagerie                | 08.09.1990       |
| 15             | 02              | Der Krieg der Farben                              | Color War And Peace                               | 15.09.1990       |
| 16             | 03              | Der Meisterkoch / Iggy auf krummen Touren         | Camp Cuisine / Take The Compass And Run           | 22.09.1990       |
| 17             | 04              | Schlammbad in Camp Candy                          | Candy Springs                                     | 29.09.1990       |
| 18             | 05              | Der große Fisch                                   | Wish Upon A Fish                                  | 06.10.1990       |
| 19             | 06              | Der Neue / Das Benefizkonzert                     | Taking The Bully By The Horns / Rock Candy        | 13.10.1990       |
| 20             | 07              | Viele Geständnisse                                | Dear Mom And Dad                                  | 20.10.1990       |
| 21             | 08              | Die Camp Candy Show / Rex’ Neffen                 | Stand Up And Deliver / Ruthless Campers           | 27.10.1990       |
| 22             | 09              | –                                                 | Camp Candy’s Funniest Home Videos                 | 03.11.1990       |
| 23             | 10              | Robins Arche                                      | Robin’s Ark                                       | 10.11.1990       |
| 24             | 11              | Die Invasion / Ich glaub’, mich knutscht ein Elch | Candy And The Ants / Smart Moose, Foolish Choices | 17.11.1990       |
| 25             | 12              | Zurück in die Steinzeit                           | One Million Years B.C.                            | 24.11.1990       |
| 26             | 13              | Fangt den Schnurps / Wer bin ich?                 | Jokers Of The Wild / Uncle Rexie                  | 01.12.1990       |
| 27             | 14              | Horror in Camp Candy                              | Scare Package                                     | 19.01.1991       |

### Staffel 3
| Folge (gesamt) | Folge (Staffel) | deutscher Titel                                 | englischer Titel                                           |
| 28             | 01              | Hoher Besuch                                    | TV Or Not TV                                               |
| 29             | 02              | Die Candy-Musiker / Der Zauberwald              | Rock And Rest / Rick Van Winkle                            |
| 30             | 03              | Rast im Regenwald                               | The Last Word                                              |
| 31             | 04              | Der Bambus-Specht / Der Hexenberg               | A Ribbeting Experience / The Bamboo Woodpecker             |
| 32             | 05              | Alte Zeiten                                     | Wild, Wild Candy                                           |
| 33             | 06              | Die Regenmacher                                 | When It Rains … It Snows                                   |
| 34             | 07              | Flotte Tänzer                                   | Saturday Night Polka Fever                                 |
| 35             | 08              | Boss, nehmen Sie meine Millionen!               | Chester’s Millions                                         |
| 36             | 09              | Die Superbiene / Die Kunst der Zeichensprache   | Bee Prepared / Signs Of Silence                            |
| 37             | 10              | Gruselgeschichten / Der Hund Lucky              | Dr. Tongue’s Amazing Adventure / Lucky Dog                 |
| 38             | 11              | Der Bestseller-Autor / Gedächtnisschwund        | Wild World Of Camping / Total Lack Of Recall               |
| 39             | 12              | Der Kampf um die Abzeichen / Drei Männer im Eis | Battle Of The Badges / The Return Of The Magnificent Three |
| 40             | 13              | Ein historisches Jubiläum                       | Ladies And Gentlemen, Your Host, Bobby Bittman             |

## Rezeption
Die Serie wurde für ihren Humor und den Bezug zur Umwelt gelobt.